# 13号美国国道
美国国道13（英語：U.S. Route 13）是一條橫越美國 南北方的公路,於1926年建立,全程526哩,穿越北卡羅來納北部。和維吉尼亞的切萨皮克湾橋梁及隧道 。

## 州份
- 賓夕法尼亞
- 特拉華
- 馬里蘭
- 維吉尼亞
- 北卡羅來納

## 相關美國路線
- 美国国道113
- 美国国道213
- 美国国道5